# Gough Whitlam
Gough Whitlam (11 tháng 7 năm 1916 – 21 tháng 10 năm 2014) là một nhà chính trị thuộc Đảng Lao động Úc. Ông là thủ tướng Úc thứ 21 từ ngày 5 tháng 12 năm 1972 đến khi ông bị Toàn quyền John Kerr sa thải ngày 11 tháng 11 năm 1975.